# Aur
Aur es un atolón de 43 islas en el océano Pacífico que es un distrito legislativo de la Cadena Ratak pertneciente a las Islas Marshall. Su superficie total es de solo 15 kilómetros cuadrados, pero encierra una laguna con un área de 620 kilómetros cuadrados. Se encuentra al sur del atolón de Maloelap. La población asciende a 438 personas. 

## Historia
El atolón de Aur fue reclamado por Alemania junto con el resto de las Islas Marshall en 1884. Después de la Primera Guerra Mundial, la isla quedó bajo el mandato del Pacífico Sur de Japón. Tras el final de la Segunda Guerra Mundial, Aur quedó bajo el control de los Estados Unidos como parte del Territorio Fiduciario de las Islas del Pacífico. Se convirtió en parte de la República independiente de las Islas Marshall en 1986.

## Ciudades Hermanas
El atolón de Aur tiene a Taoyuan, Taiwán, como ciudad hermana desde 2018.

## Educación
El Sistema de Escuelas Públicas de las Islas Marshall consta de:
- Escuela primaria de Aur
- Escuela primaria de Tobal

Northern Islands High School en Wotje sirve a la comunidad